# Taitudac
Taitudac (Taitudak, Taitudac, Taitudal) ist ein osttimoresischer Suco im Verwaltungsamt Alas (Gemeinde Manufahi).

## Geographie
Vor der Gebietsreform 2015 hatte Taitudac eine Fläche von 94,91 km². Nun sind es 95,42 km². Der Suco liegt im Nordwesten des Verwaltungsamts Alas. Nördlich befindet sich der Suco Aituha, südöstlich der Suco Maha-Quidan und östlich, jenseits des Südlichen Laclós, der Suco Dotik. Im Westen und Süden grenzt Taitudac an das Verwaltungsamt Same mit seinen Sucos Tutuluro, Babulo und Betano. Im Norden fließt der Fluss Marak erst entlang eines Teils der Grenze zu Aituha, bevor er Taitudac durchquert und in den Südlichen Lacló mündet. Die Grenze zu Tutuluro bildet der Sui, ein Nebenfluss des Caraulun. An der Südspitze von Taitudac entspringt an der Grenze zu Maha-Quidan der Quelan, der beim Ort Fericsare (Feriksare, Ferik Sare) den Suco durchquert und dann die Grenze zu Betano bildet.
Im Norden reicht der Ort Alas mit seinen Vororten Ailora und Lurin nach Taitudac hinein. etwas weiter westlich liegt das Dorf Manus (Manos). Die Überlandstraße von Alas nach Same führt durch Lurin und den Norden von Taitudac. Fericsare verfügt über eine eigene Grundschule, die Escola primaria Fericsare/Taitudac und einen provisorischen Hubschrauberlandeplatz.
Im Suco befinden sich die fünf Aldeias Ailora, Cakeuc Laletec (Kakeuk Laletek), Lurin, Mahaclusin und Manus.

## Einwohner
In Taitudac leben 2.167 Einwohner (2022), davon sind 1.133 Männer und 1.034 Frauen. Im Suco gibt es 332 Haushalte. Fast 98 % der Einwohner geben Tetum Terik als ihre Muttersprache an. Eine kleine Minderheit spricht Tetum Prasa.

## Geschichte
Zwischen dem 10. und 16. November 1998 führten die Streitkräfte Indonesiens eine Militäraktion im damaligen Subdistrikt Alas durch. Sie war die Reaktion auf einen Angriff der Widerstandsbewegung der FALINTIL auf das indonesische Militär am 9. November 1998. Dabei waren drei indonesische Soldaten getötet und 13 gefangen genommen worden. Elf Soldaten wurden später freigelassen. Am 13. November griff das indonesische Militär Taitudac an und nahm Vicente Xavier, den Dorfchef und vier weitere Personen fest. Sie wurden nach Barique gebracht und dort hingerichtet. Der Kommandeur der indonesischen Truppen in Osttimor erklärte, der Dorfchef sei der führende Kopf hinter der FALINTIL-Aktion gewesen. Am 15. November wurde Taitudac vom indonesischen Militär erneut angegriffen. Zwei Nichten von Vicente Xavier, beides Teenager, wurden festgenommen und im militärischen Hauptquartier des Distrikts in Same in Einzelhaft arrestiert. Elf weitere Menschen wurden am 16. November von Kopassus in Taitudac und Betano verhaftet. Viele Bewohner der angegriffenen Dörfer flohen in die Wälder oder suchten Zuflucht in katholischen Gemeindehäusern. Die Zurückgebliebenen mussten mit Nahrungs- und Wasserknappheit kämpfen, da die Indonesier die Wasserleitung zerstört hatten. Insgesamt wurden etwa 50 Einwohner des Subdistrikts Alas exekutiert und 30 weitere verhaftet.

## Politik
Bei den Wahlen von 2004/2005 wurde Benjamin de Carvalho zum Chefe de Suco gewählt. Bei den Wahlen 2009 gewann Aquelino Coelho und 2016 Abel Bocase.